# 헨리 주스트

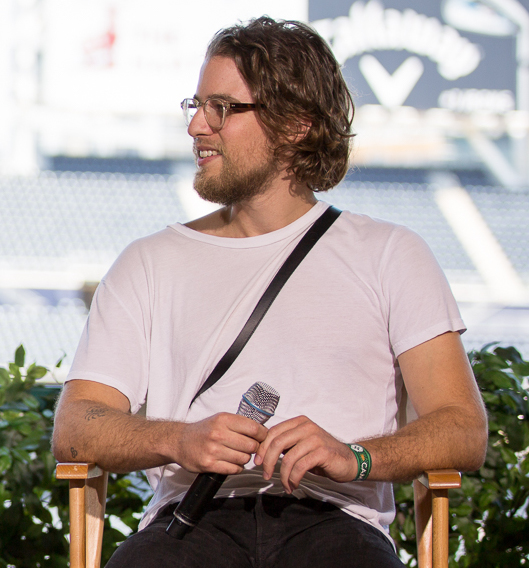
2016년 샌디에이고 코믹콘 인터내셔널에서

헨리 주스트(영어: Henry Joost, 1982년 10월 30일 ~ )는 독일 태생의 미국인 영화 제작자이다. 에리얼 슐먼과 함께 《캣피시》(2010), 《파라노말 액티비티 3》(2011), 《파라노말 액티비티 4》(2012), 《너브》(2016), 《프로젝트 파워》(2020) 등의 영화 작품을 만들었다.
배우 소피아 블랙덜리아와 결혼했다.

## 연출 작품

### 영화
- 캣피시 (2010, Catfish)
- 파라노말 액티비티 3 (2011)
- 파라노말 액티비티 4 (2012)
- 너브 (2016)
- 프로젝트 파워 (2020)